# Fresnes-en-Woëvre
 Fresnes-en-Woëvre  es una comuna y población de Francia, en la región de Lorena, departamento de Mosa, en el distrito de Verdún. Es la cabecera y mayor población del cantón de su nombre.
Está integrada en la Communauté de communes du Canton de Fresnes-en-Woëvre.

## Demografía
Su población en el censo de 1999 era de 642 habitantes.
| 512 | 478 | 540 | 630 | 636 | 642 | 661 | 642 |
| Para los censos de 1962 a 1999 la población legal corresponde a la población sin duplicidades (Fuente: INSEE [Consultar]) |     |     |     |     |     |     |     |